# تپه آسنگران نی
تپه آسنگران نی در شهرستان مریوان، بخش مرکزی، روستای نی واقع شده و این اثر در تاریخ ۲۳ شهریور ۱۳۸۲ با شمارهٔ ثبت ۱۰۰۹۶ به‌عنوان یکی از آثار ملی ایران به ثبت رسیده است.